# Каломіра
Каломі́ра (грец. Καλομοίρα (справжнє ім'я Марі́я Каломі́ра Сара́нді грец. Μαρία Καλομοίρα Σαράντη; нар. 31 січня 1985 року, Нью-Йорк, США) — грецька співачка.

## Євробачення
Представляла Грецію на пісенному конкурсі Євробачення 2008, який проходив у столиці Сербії — Белграді. За результатами жеребкування потрапила до першого півфіналу конкурсу, де виступала останньою за порядком з піснею «Secret Combination». За результатами глядацького голосування посіла перше місце (156 балів), що дозволило співачці брати участь у фіналі конкурсу. У фіналі замкнула трійку лідерів, пропустивши вперед конкурсантів з Росії та України, набравши 218 балів.

## Дискографія

### Студійні альбоми
| Рік  | Назва                        | Статус альбому |
| ---- | ---------------------------- | -------------- |
| 2004 | Каломіра                     | золотий        |
| 2005 | Paizeis?                     |                |
| 2006 | I Kalomoira Paei Cinema      |                |
| 2008 | Secret Combination the Album |                |
| 2011 | в роботі                     |                |

### CD-сингли
| Рік  | Назва                         | Альбом/CD-сингл                                     | Примітки                            |
| ---- | ----------------------------- | --------------------------------------------------- | ----------------------------------- |
| 2006 | «Gine Mazi Mou Paidi»         | «Gine Mazi Mou Paidi»                               |                                     |
| 2008 | »Secret Combination"          | «Secret Combination» і Secret Combination the Album | Конкурсна пісня на Євробаченні 2008 |
| 2010 | „Please Don't Break My Heart“ | „Please Don't Break My Heart“                       |                                     |
| 2010 | «I Do»                        | «I Do»                                              |                                     |

| 2008 | «Secret Combination» | 1 | 1 | 71 | 67 | 46 | 18 | 38 | 29 | 17 |